# السعدية بسندتيا
السعدية بسندتيا قرية سورية تتبع ناحية دركوش في منطقة جسر الشغور في محافظة إدلب. بلغ عدد سكانها 621 نسمة في عام 2004 حسب إحصاء المكتب المركزي للإحصاء.